# Чертков, Дмитрий Васильевич (1758)
Дмитрий Васильевич Чертков (1 (12) мая 1758—1 (13) апреля 1831) — действительный статский советник, воронежский губернский предводитель дворянства. 

## Биография
Сын Василия Алексеевича Черткова (1726—1793) от брака его с Натальей Дмитриевной Симичевой (1730—1790). В 1771 году вступил в службу в Преображенский полк. К 1777 году дослужился до звания секунд-майора. В 1782—1783 годы участвовал в Крымских походах. 
С 1 января 1786 года — премьер-майор, с 19 июня 1787 года — подполковник. 10 марта 1788 года был определён советником в Воронежское наместническое правление, а 13 июля 1792 года — председателем 2-го департамента Воронежского Верхнего земского суда. За время гражданской своей службы получил орден св. Владимира 4-й степени. 
С 1 января 1795 года началась его служба по выбору дворянства: сначала он был назначен судьёй в Воронежский Совестный суд, а 1 января 1798 года впервые избран воронежским губернским предводителем дворянства и с тех пор, в течение девяти трёхлетий, оставался в этом звании. 23 февраля 1800 года «за исправность, найденную в делах господами сенаторами при обревизовании Воронежской губернии» пожалован кавалером ордена Св. Анны 2-й степени. 
19 июня 1802 года был принят в число юстицких кавалеров ордена Св. Иоанна Иерусалимского; с 31-го декабря 1804 года — статский советник; в 1811 году получил орден Св. Владимира 3-й степ.; 26 июня 1818 года произведён в действительные статские советники. 

Граф М. Д. Бутурлин, видевший Черткова в 1828 году в Орле, вспоминал:
Дмитрий Васильевич давал иногда балы на которых бывал и я. Как и теперь вижу почтенного этого старика в рыжеватом парике, светло сереньком, в роде пиджака, сюртуке и с добродушной его улыбкой. Когда он зимовал в Москве, его осыпали театральные артисты просьбами быть то посаженным, то крестным отцом, от чего он редко отказывался.
Умер в апреле 1831 года; Петербургский некрополь указывает 1 апреля, Русская родословная книга (А. Б. Лобанов-Ростовский) — 11 апреля. Похоронен на Новодевичьем кладбище.

## Семья

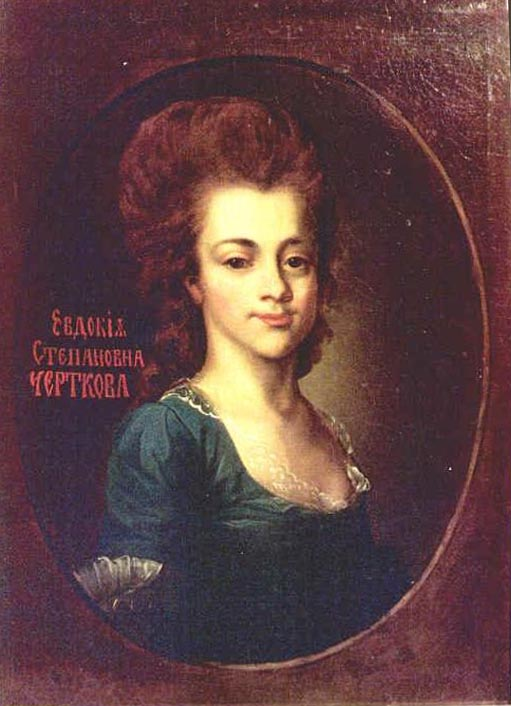
Е. С. Тевяшева, жена

Был женат на Евдокии Степановне Тевяшовой (1769—1827), наследнице слободы Россошь и 14000 душ — огромного состояния своего отца Степана Ивановича Тевяшова. 
В браке имели трёх сыновей и трёх дочерей:
- Александр (1789—1858), историк и библиофил.
- Прасковья (1791—после 1824), в замужестве за И. А. Хрущовым[3].
- Екатерина (1793—1867), в замужестве за П. А. Сонцовым.
- Николай (1794—1852), генерал-лейтенант.
- Иван (1796—1865), шталмейстер, действительный тайный советник.
- Мария (1799—1874), с 1822 года замужем за О. Д. Шеппингом.